# ایگلپیر
ایگلپیر (به فرانسوی: Aiglepierre) یک کامین در فرانسه است که در Canton of Salins-les-Bains واقع شده‌است.

## خصوصیات
ایگلپیر ۶٫۹۷ کیلومترمربع مساحت و ۴۱۳ نفر جمعیت دارد.